# Bruno Villalobos
Bruno Arnoldo Villalobos Krumm (Concepción, 19 de noviembre de 1959) es un ex policía chileno, que se desempeñó como general director de Carabineros de Chile entre 2015 y 2018.

## Estudios
Realizó una licenciatura en administración superior por la Academia de Ciencias Policiales y luego se tituló como oficial graduado en la misma casa de estudios. Además cursó un diplomado en «metodologías de análisis de inteligencia para la toma de decisiones en la gestión estatal y privada», en la Escuela de Postgrado del Instituto de Ciencias Políticas de la Universidad de Chile; también efectuó un diplomado en sociología y manejo de crisis, por la Universidad Marítima de Chile.[cita requerida]
Por otra parte, dentro de sus especialidades se encuentran: "Oficial de Orden y Seguridad", "Oficial Especialista en Servicios Policiales de Montaña y Fronteras" y "Oficial Especialista en Evaluación de Proyectos".

## Carrera policial
En 1979 ingresó a la Escuela de Carabineros, egresando el año 1981 como subteniente de Orden y Seguridad.
Fue inicialmente destinado como oficial operativo en la 12.ª Comisaría de Carabineros de San Miguel. Posteriormente fue designado en el Grupo Sur (Subprefectura de Fuerzas Especiales y actual 40.ª Comisaría de Fuerzas Especiales). Luego integró el Grupo Guardia de Palacio.
Retornó al ámbito operativo para desempeñarse como subcomisario en la Subcomisaría Chacalluta (Arica) y delegado del gobierno interior en el complejo fronterizo Chacalluta. A finales de 2005 asumió como edecán policial del presidente de la República Ricardo Lagos. Al año siguiente, durante el primer gobierno de la presidenta Michelle Bachelet, le fue encomendada la jefatura del Departamento de Seguridad Presidencial.

### Generalato

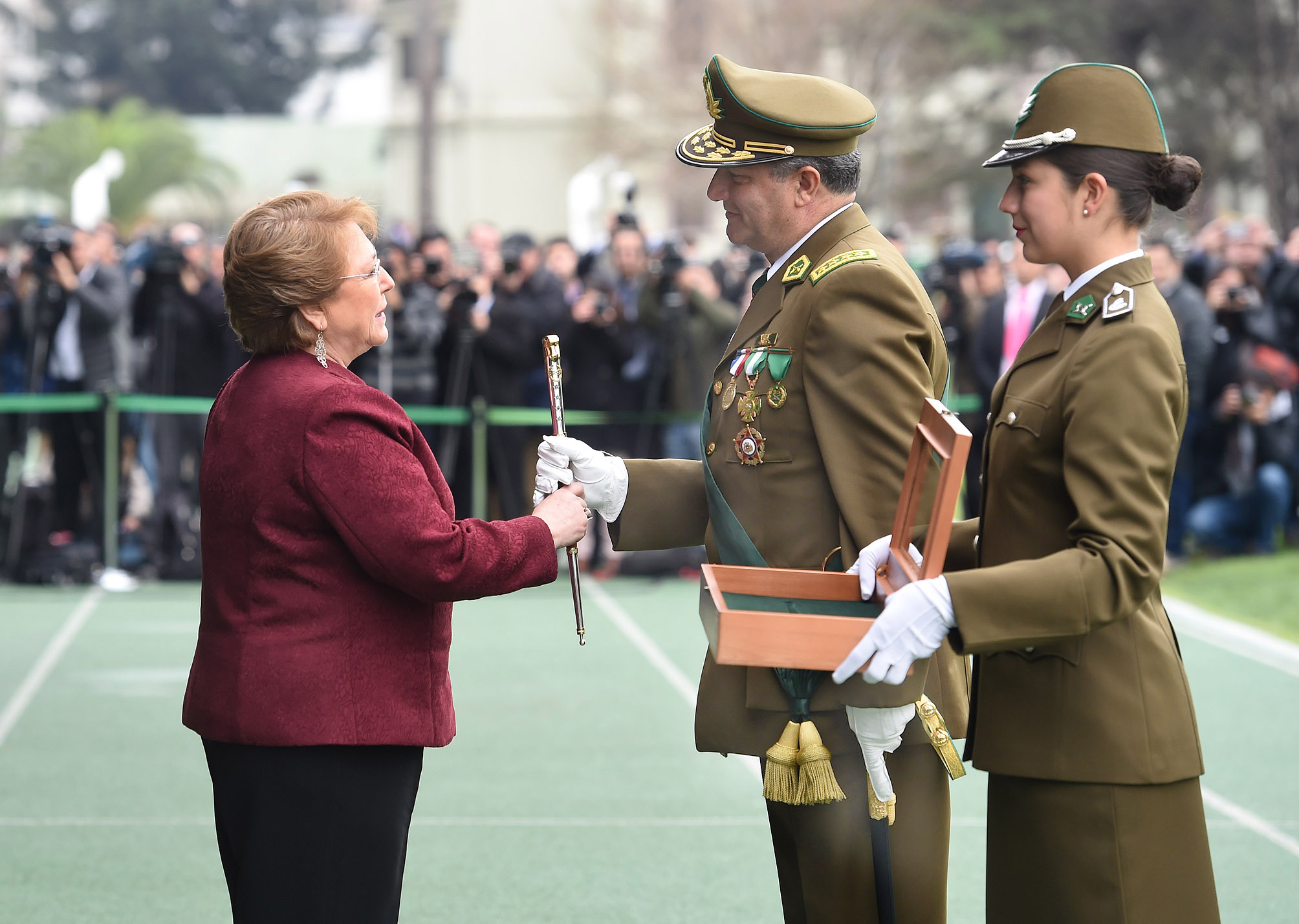
Villalobos asumiendo como general director en 2015.

Fue ascendido a general en 2008 y pasó a comandar la Dirección de Inteligencia de Carabineros. Luego, en 2012, asumió en la Dirección de Fronteras y Servicios Especiales.
En 2014 ascendió al grado de general inspector, y le fue asignada la jefatura de Zona Metropolitana de Santiago. En septiembre del mismo año se hizo cargo de la recién creada Dirección de Inteligencia, Drogas e Investigación Criminal.
El 11 de agosto de 2015 fue nombrado como general director de Carabineros por la presidenta Michelle Bachelet, cargo que asumió el 8 de septiembre. Su gestión se vio marcada por los escándalos de corrupción al interior de la institución y por la llamada «operación Huracán»; la crisis generada por esta última provocó que el Gobierno le solicitara la suspensión de sus vacaciones en Miami en enero de 2018. El 12 de marzo de ese año, a un día de asumido el presidente Sebastián Piñera su segundo mandato, presentó su renuncia al cargo.

### Historial militar
Su historial de ascensos en Carabineros de Chile fue el siguiente:
- 1979: Aspirante a oficial
- 1981: Subteniente
- 1985: Teniente
- 1990: Capitán
- 1995: Mayor
- 2000: Teniente coronel
- 2005: Coronel
- 2008: General de Zona
- 2014: General inspector
- 2015: General director

## Condecoraciones
- Medalla Academia de Ciencias Policiales, por haber aprobado el curso correspondiente al bienio 1989-1990, efectuado en la Academia de Ciencias Policiales (1990).[1]
- Cruz al Mérito de Carabineros de Chile, por haber cumplido 20 años de servicios en la institución (1999).
- Gran Cruz al Mérito de Carabineros de Chile, por haber cumplido 30 años efectivos en la institución (2009).
- Gran Oficial de la «Condecoración Presidente de la República», por haber ascendido al grado de general de Carabineros de Chile (2014).
- Alguacil Mayor de la «Condecoración Alguacil Mayor Juan Gómez de Almagro», por haber alcanzado su condición de mando, como general de Carabineros de Chile (2015).
- Orden O'Higginiana del Instituto O'Higginiano de Chile (2016).[7]

## Controversias
El 18 de diciembre de 2018 fue procesado y detenido en calidad de cómplice —junto a Ruperto Soto Reyes— del delito de torturas contra un grupo de 173 estudiantes universitarios detenidos en la 3ª Comisaría de Los Andes en febrero de 1985, entre los cuales se encontraba Patricio Manzano, quien falleció producto de dichas agresiones durante su detención.
De la misma manera, en octubre de 2021, fue formalizado por los delitos de malversación de gastos reservados y falsificación de instrumento público. Según la fiscalía, se apropió de $67 461 000 provenientes de gastos reservados. La investigación penal también incluyó a los exgenerales Eduardo Gordon y Gustavo González Jure, así como la exsubsecretaria de Carabineros Javiera Blanco. El Séptimo Juzgado de Garantía de Santiago decretó la prisión preventiva de Villalobos como medida cautelar, decisión que fue confirmada por la Corte de Apelaciones de Santiago.